# Lola Canales
Lola Canales (Madrid, 30 de julio de 1947) es una periodista española. A lo largo de su vida ha ejercido también como actriz (en Castañuela 70), profesora de piano, maestra, doncella (en su exilio parisino) y madre de familia. Es licenciada en Antropología.

## Biografía
Nacida en el barrio del Puente de Toledo de Madrid. Estudiante en la Complutense, activa y comprometida  políticamente aunque sin pertenecer a ningún partido. Con 21 años, y tras su participación en la manifestación del 3 de diciembre de 1968, fue detenida horas después en su domicilio y trasladada a la DGS en Sol. Junto con otros estudiantes fue condenada por "rebelión militar" en 1969, tras un sumario Consejo de Guerra, en el que fue defendida por el abogado y militante antifranquista Jaime Cortezo. En 2007, publicó un libro autobiográfico titulado Alias Lola. Historia de las últimas presas de la cárcel de Ventas, donde relata su experiencia carcelaria
Exiliada en París, trabajó como doncella en una casa señorial al mismo tiempo que asistía a clases de etnología de Lévi-Strauss en La Sorbona y donde tuvo la oportunidad de conocer a María Casares, Yves Montand, Michel Piccoli, Costa-Gavras...
En 1970, regresa de su exilio y se une al grupo Tábano durante la breve e intensa vida del espectáculo Castañuela 70 (participando en años posteriores en sus reposiciones y homenajes). Otra de sus participaciones en el mundo de la farándula ocurrió más tarde como diva de café-concert, acompañada por el Maestro Reverendo.
A partir de 1980 se dedica al periodismo.

## Obra
Como periodista ha colaborado en Diario 16 y revistas como: Dunia, Panorama, Tribuna de Actualidad, Manifiesto del siglo XXI; también ha trabajado en RNE y TVE. Entre sus hazañas periodísticas, la propia Lola cita la anécdota de haber tenido que bailar la jota Remolacha forrajera a Bernardo Bertolucci para conseguir una entrevista.
Como escritora, ha publicado una veintena de novelas policíacas y los libros "Los nuevos jinetes del Apocalipsis" (2005) y "Alias Lola" (2007).